# Rivellia nigrioccipitalis
Rivellia nigrioccipitalis är en tvåvingeart som beskrevs av Hiroshi Hara 1993. Rivellia nigrioccipitalis ingår i släktet Rivellia och familjen bredmunsflugor. Inga underarter finns listade i Catalogue of Life.